# Orsomarso Sportivo Clube
Orsomarso Barrancabermeja  es un club de fútbol colombiano que juega en la Categoría Primera B, El equipo se cambió de sede a Barrancabermeja distrito del departamento de Santander en el segundo semestre  del año 2025. El equipo lleva el nombre del municipio italiano de Orsomarso.

## Historia
El equipo nació en 2012 por iniciativa de José Gabriel Sangiovanni, hijo del histórico expresidente del América de Cali José «Pepino» Sangiovanni y hermano de Oreste expresidente de los diablos rojos, el nombre del equipo se dio por ser Orsomarso (Italia) el lugar de nacimiento de «Don Pepino»; el proyecto surgió como escuela deportiva en El Carmelo, municipio de Candelaria, con el objetivo de ayudar a jóvenes de bajos recursos a llegar al mundo del fútbol.
En julio de 2012 inició con tres categorías, Sub-17, Sub-19 y en tercera división participando en la Copa El País reforzándose para este torneo con 2 exintegrantes del América Nondier Romero y Mauricio Romero Sellares.
El equipo participa también en el Campeonato Juvenil organizado por la Federación Colombiana de Fútbol y la División Aficionada del Fútbol Colombiano con su primera participación representando a Palmira aunque disputó sus partidos en la Cancha Águila Roja de Cali sin poder avanzar a la segunda fase jugando en el grupo B, en el 2015 jugando en el Grupo D se mantuvo en los dos primeros lugares desde la segunda fecha junto a Deportivo Cali clasificándose a falta de dos fechas tras vencer en la fecha 12 al Aston Villa de Cali 4-2 sin embargo en segunda fase quedaría eliminado a manos del Deportivo Pasto con marcadores 1-1 y 4-0.
En 2016 debutó en la segunda división tras la compra de la ficha de Uniautónoma y hace de local en el Estadio Francisco Rivera Escobar del municipio de Palmira.
En su primera temporada en 2016 el equipo quedó eliminado para ingresar a los cuadrangulares. En 2017 en el torneo Apertura clasificó a cuartos de final donde quedó eliminado por el equipo Deportes Quindío. En el segundo semestre quedó eliminado en cuartos de final por Itagüí Leones.

### Finalista en temporada 2024-I
Después de quedar en el puesto 15 en la reclasificación anual en la Primera B de 2023, Orsomarso llegaba a lo que sería su décima temporada en segunda división sin grandes expectativas. Comenzaría con un empate 1-1 ante Real Cundinamarca como local y finalizaría con una victoria por 2-0 ante Bogotá FC, quedando en el puesto °7 clasificándose así a los cuadrangulares semifinales. Empezaría con pocas esperanzas con un empate a cero ante Real Cartagena sin embargo Orsomarso daría la sorpresa venciendo por la mínima en su casa al Atlético Huila quien había quedado en primera posición de la tabla general para después golear a Tigres FC por 4-1 adueñándose así del primer lugar en su grupo durante las siguientes fechas y clasificándose a la final contra Llaneros FC. En el partido que posteriormente sería el más importante del club en la ida comenzaría con un empate a cero como local y en la vuelta Llaneros lograría empatar el encuentro después de ir perdiendo 2-0, en la tanda de penales Llaneros vencería a Orsomarso. El club fue catalogado como la sorpresa de esta temporada parcialmente.

### Cambio de sede
A pesar del acompañamiento recibido por la hinchada en la ciudad de Palmira a lo largo de 8 años desde su fundación, consolidando una base creciente de fanáticos, el club a inicios del año 2025 tomaría la decisión de trasladar su sede al municipio de Yumbo. Un convenio administrativo con la alcaldía de Yumbo por el término de 3 años para la rama femenina y 1 año para la masculina, permitió que para la temporada 2025 el equipo empezara a jugar en condición de local en el Estadio Municipal Raúl Miranda. El cambio además significó el fin del reciente Clásico Palmirano contra el Internacional FC de Palmira, evento que en la temporada pasada había despertado grandes expectativas entre los ciudadanos.

### Temporada 2025
El equipo se estrenaría en su nueva sede y ante su nueva afición con seis bajas y cuatro altas para la temporada, presentando hasta la jornada N° 9 el balance de 1 partido ganado, 6 empates y 2 derrotas, encontrándose fuera de la zona de clasificación. Adicionalmente, estrenó su nueva indumentaria con los colores principales verde y blanco como referencia a su nueva sede, buscando generar un acercamiento a la población yumbeña. Para el semestre 2025-II cambiaron de sede nuevamente y se trasladaron a Barrancabermeja.

## Símbolos

### Escudo
Parte del escudo del equipo está inspirado en el blasón representativo de la localidad italiana a la que alude su nombre, tanto el borde dorado como la corona que se representan en dicho blasón son tomadas como partes del logo del club. En adición original se ha transformado la línea que divide el escudo del municipio en una banda cruzada ascendente donde se inscribe ORSOMARSO S.C, a partir de dicha banda se divide el campo en dos secciones, una azul superior, donde se ubica la mencionada corona, y una blanca inferior en la que aparece un balón de fútbol, en clara alusión a la vocación deportiva del club.

## Uniforme
El equipo luce un uniforme que sigue el patrón tradicional que utiliza la Selección de fútbol de Italia desde 1938.
- Uniforme titular: Camiseta azul, pantaloneta blanca y medias azules.
- Uniforme alternativo: Camiseta amarilla con degradado a blanco, pantaloneta blanca y medias amarillas.

### Evolución de uniformes

#### Uniforme local
| 2016 | 2017-I | 2017-II | 2024 |

#### Uniforme visitante
| 2016 | 2017-I | 2017-II | 2024 |

#### Tercer uniforme
| 2017-II | 2024 |

#### Indumentaria
| Periodo   | Proveedor | Patrocinador        |
| --------- | --------- | ------------------- |
| 2016      | Lans      | Ninguno             |
| 2016      | Vicbay    | Alcaldía de Palmira |
| 2017-2019 | Kimo      | Alcaldía de Palmira |
| 2020-2023 | TokeSport | Alcaldía de Palmira |
| 2020-2023 | TokeSport | Café Águila Roja    |
| 2024-     | TokeSport | Betplay             |
| 2024-     | TokeSport | Café Águila Roja    |

## Rivalidades

### Clásico canterano
| Rival          | PJ | PG | PE | PP | GF | GC | Dif |
| -------------- | -- | -- | -- | -- | -- | -- | --- |
| Atlético F. C. | 21 | 8  | 3  | 10 | 18 | 19 | +1  |

Desde que Orsomarso llegó al Profesionalismo y Atlético obtuvo su reconocimiento deportivo, ha estado naciendo una rivalidad entre estos clubes, podría decirse que es el clásico vallecaucano de la segunda división en Colombia. De 21 partidos jugados entre ambos equipos (16 por torneo de primera B y 4 por Copa Colombia) 8 de los juegos se han saldado con victoria para Atlético y 10 para el Orsomarso y han empatado en 3 ocasiones, su primer partido oficial se jugó por la Copa Colombia del 2016 el cual el Atlético saldría victorioso por 2 - 1 como local, históricamente el resultado con mayor diferencia de gol el partido Atlético 0 Orsomarso 3, jugado el 2 de abril de 2017 por el Torneo Águila.

### Clasico Palmirano
Orsomarso vs Inter Palmira
| Rival         | PJ | PG | PE | PP | GF | GC | Dif |
| ------------- | -- | -- | -- | -- | -- | -- | --- |
| Inter Palmira | 5  | 3  | 1  | 1  | 7  | 5  | +2  |

Desde la llegada a la ciudad de Palmira del Inter Palmira en el año 2024, se empezó a formar una rivalidad entre ambos equipos que compartían localía en el Estadio Francisco Rivera Escobar. En dicha temporada se vieron las caras 4 veces, resultando en 3 victorias para Orsomarso y 2 empates. El clásico generó alta expectativa entre los palmiranos, ya que incentivó la asistencia al estadio para observar el encuentro y se forjó una competencia sana entre ambos clubes.
No obstante, la partida de Orsomarso hacia el municipio de Yumbo en el año 2025 llevó a un declive de este clásico, llevando a que una buena parte de la hinchada palmirana decidiera pasarse a apoyar al Inter Palmira en el partido llevado a cabo el día 29 de marzo de 2025, donde siendo local Orsomarso, perdería por primera vez contra su clásico rival.

## Datos del club
- Temporadas en 2ª: 10 (2016 - presente).
- Primer partido oficial: Unión Magdalena 0 - 2 Orsomarso el 16 de febrero del 2016.
- Mayor cantidad de goles anotados en un partido de Copa Colombia:
  - Orsomarso 2-1 Cortuluá el 3 de marzo del 2016.
  - Orsomarso 2-1 Deportivo Cali el 8 de marzo del 2017.[17]
  - América de Cali 2-2 Orsomarso el  de 16 del marzo del 2017.[18]
  - Atlético Fútbol Club 1-3 Orsomarso, 12 de abril de 2017.
- Mayor cantidad de goles recibidos en un partido de Copa Colombia:
  - Orsomarso 0-5 Deportes Tolima el 14 de agosto del 2019.[19][20]
  - Orsomarso 0-2 Atlético F.C. el 16 de marzo del 2016.
- Mayor cantidad de goles anotados en un partido de segunda división:
  - Orsomarso 6-2 Real Santander el 10 de septiembre del 2016.
- Mayor cantidad de goles recibidos en un partido de segunda división:
  - Orsomarso 1-5 América de Cali el 29 de febrero del 2016.

### Evolución de la ficha
| Temporadas     | Nombre del club       |
| -------------- | --------------------- |
| 1992-93        | Industrial Itagüí     |
| 1994-97 y 2004 | Deportivo Antioquia   |
| 1998-2003      | Itagüí FC             |
| 2005           | Florida Soccer        |
| 2006-08        | Córdoba FC            |
| 2009-10        | Atlético de la Sabana |
| 2011-15        | Uniautónoma FC        |
| 2016-act       | Orsomarso SC          |

### Resultados históricos del club
| Temporada | Div.              | Torneo de Ascenso | Torneo de Ascenso | Torneo de Ascenso | Torneo de Ascenso | Torneo de Ascenso | Copa Colombia | Copa Colombia | Copa Colombia | Copa Colombia | Internacional | Internacional | Internacional | Internacional | Otras | Otras | Otras | Otras | Totales | Totales | Totales | Totales     | Totales      | Totales | Totales | Totales |  |
| Temporada | Div.              | P.                | G.                | E.                | D.                | Pos.              | P.            | G.            | E.            | D.            | P.            | G.            | E.            | D.            | P.    | G.    | E.    | D.    | P.      | G.      | E.      | D.          | % Victorias  | G. F.   | G. C.   | D. G.   |  |
| --- | ----------------- | ----------------- | ----------------- | ----------------- | ----------------- | ----------------- | ------------- | ------------- | ------------- | ------------- | ------------- | ------------- | ------------- | ------------- | ----- | ----- | ----- | ----- | ------- | ------- | ------- | ----------- | ------------ | ------- | ------- | ------- |  |
| 2016 | 2.ª               | 32                | 11                | 7                 | 14                | 11.º              | 6             | 1             | 2             | 3             | -             | -             | -             | -             | -     | -     | -     | -     | 38      | 12      | 9       | 17          | 31.5%        | 40      | 57      | -17     |  |
| 2017 | 2.ª               | 36                | 14                | 11                | 11                | 8.º               | 6             | 3             | 1             | 2             | -             | -             | -             | -             | -     | -     | -     | -     | 42      | 17      | 12      | 13          | Por definir  | 47      | 43      | 4       |  |
| 2018 | 2.ª               | 30                | 7                 | 7                 | 16                | 15.º              | 2             | 0             | 1             | 1             |               |               |               |               |       |       |       |       | 32      | 7       | 8       | 17          | Por definir  | 20      | 32      | -12     |  |
| 2019 | 2.ª               | 30                | 1                 | 12                | 17                | 16.º              | 8             | 4             | 1             | 3             |               |               |               |               |       |       |       |       | 38      | 5       | 13      | 20          | Por defiinir | 40      | 61      | -21     |  |
| 2020 | 2.ª               | 7                 | 0                 | 6                 | 1                 | 12.º              | 2             | 1             | 0             | 1             |               |               |               |               |       |       |       |       | 9       | 1       | 6       | 2           | Por definir  | 9       | 11      | -2      |  |
| 2021-I | 2.ª               | 15                | 4                 | 7                 | 4                 | 10.º              | 2             | 0             | 1             | 1             |               |               |               |               |       |       |       | 17    | 4       | 8       | 5       | Por definir |              |         |         |         |  |
| Consolidado total | Consolidado total | 135               | 33                | 44                | 59                |                   | 24            | 9             | 5             | 10            | -             | -             | -             | -             | -     | -     | -     | -     | 159     | 30      | 47      | 69          | 31.5%        | 135     | 203     | -68     |  |
| P.= Partidos; G. = Ganados; E. = Empatados; D. = Derrotas; Pos. = Posición; G. F. = Goles a favor; G. C. = Goles en contra; D. G. = Diferencia de goles Actualizado hasta el 8 de enero de 2017. |                   |                   |                   |                   |                   |                   |               |               |               |               |               |               |               |               |       |       |       |       |         |         |         |             |              |         |         |         |  |

## Jugadores

### Plantilla 2025-II
- Los equipos colombianos están limitados a tener en la plantilla un máximo de cuatro jugadores extranjeros. La lista incluye sólo la principal nacionalidad de cada jugador.

### Extranjeros
| Nacionalidad | N.º | Jugadores                                                                                     |
| ------------ | --- | --------------------------------------------------------------------------------------------- |
| Argentina    | 6   | Hernán Paredes, Jeremías Ruíz, Nahuel Luna, Nicolás Dormisch, Facundo Cabrera y Facundo Monín |
| India        | 1   | Aniket Bharti                                                                                 |
| Panamá       | 1   | Alejandro Rodríguez                                                                           |
| Uruguay      | 1   | Diego Torres                                                                                  |

## Entrenadores
| #  | Nombre                   | Desde                  | Hasta                 | Partidos Dirigidos |
| -- | ------------------------ | ---------------------- | --------------------- | ------------------ |
| 1. | William Libreros         | 2 de febrero de 2016   | 8 de junio de 2016    | 24                 |
| 2. | Alex Escobar             | 10 de junio de 2016    | 31 de mayo de 2017    | 38                 |
| 3. | José Gabriel Sangiovanni | 1 de junio de 2017     | 14 de octubre de 2019 | 92                 |
| 4. | Edward Muñoz             | 2 de febrero de 2020   | 14 de abril de 2021   | --                 |
| 5. | Víctor Barón             | 24 de julio de 2021    | 25 de octubre de 2022 | --                 |
| 6. | Diego Steffaneti         | 8 de noviembre de 2022 | 8 de junio de 2023    | 22                 |
| 7. | Steven Sánchez           | 2 de julio de 2023     | Presente              |                    |

## Palmarés

### Torneos nacionales
- Segundo lugar del Torneo Apertura de la Primera B (1): 2024.